# Literatură gotică

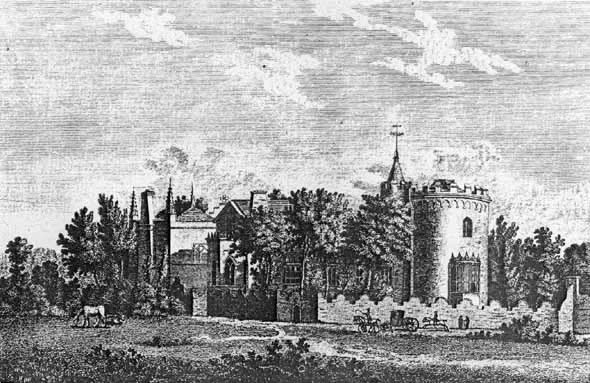
Strawberry Hill, o vilă englezească în stilul neogotic, vilă construită de scriitorul gotic Horace Walpole

Literatura gotică, uneori denumită horror gotic, este un gen de literatură care combină elemente horror și romantice. Ca gen literar, în general, se crede că a fost inventată de către autorul englez Horace Walpole, cu romanul lui din 1764 The Castle of Otranto (Castelul din Otranto).

## Vezi și
- Transilvania în ficțiune